# 廣州公車376路
广州公交376路是运营在廣東省廣州市黄埔区的一条公交线路，服务于区内新建的富力悦禧花园社区，由广州巴士集团有限公司第四分公司运营。

## 历史
为贯彻落实广州市委、市政府提升城市外围公交服务水平、实现城乡公交服务均等化的工作要求，广州市在2020年陆续开办多条外围区中小巴线路，376路即为其中之一。
位于笔村片区的富力悦禧花园社区作为黄埔区的新兴社区之一，一度没有配套成熟的公交设施，当地居民的出行主要依靠私家车、网约车和电动单车，十分不便。有鉴于此，三汽公司于2019年8月主动与社区业主委员会取得联系，收集了居民们对公交出行的需求和建议，经过实地调研及充分评估预判，设计并规划了376路公交线路。
三汽公司于2020年1月取得376路的经营权，该线路于同年5月10日正式开通，方便了社区内的近万居民前往夏園地铁站换乘地铁13号线。

## 路线
376路从富力悦禧花园总站出发，行走笔岗内部道路后进入开发大道，随后经黄埔东路、丹水坑路和笔岗路，抵达南岗（国际玩具礼品城）总站，返程路线大致相同，沿途停靠富力悦禧花园总站、中南路北站、笔村立交南站、黄埔水库站、储运公司站、开发区立交桥北站、夏园站、开发大道立交东站、塘头站、丹水坑路南站、丹水坑路中站、丹水坑路口站和南岗（国际玩具礼品城）总站。